# Memecylon virescens
Memecylon virescens là một loài thực vật có hoa trong họ Mua. Loài này được Hook. f. mô tả khoa học đầu tiên.